# Mountains (Biffy Clyro)
Mountains is een nummer van de Schotse alternatieve rockband Biffy Clyro uit 2008. Het is de eerste single van hun vijfde studioalbum Only Revolutions.
"Mountains" zou oorspronkelijk "Teeth or Mountains" heten. Zanger Simon Neil schreef het nummer naar aanleiding van het overlijden van zijn moeder, wat gebeurde in de tijd dat Biffy Clyro het album Puzzle opnam. "Dit nummer gaat over het leven na Puzzle, en proberen dingen op te bouwen na een moeilijke tijd. Uit de slechtste tijden die ik ooit in mijn leven zou kunnen hebben, kwam de meest geweldige tijd met de band voort. En het deed me beseffen dat ik met mijn vriendin wilde trouwen", aldus Neil. Het nummer werd enkel een hit op de Britse eilanden, met een 5e positie in het Verenigd Koninkrijk. Hoewel het nummer in het Nederlandse taalgebied geen hitlijsten bereikte, geniet het er wel bekendheid.